# Den hvide død
Den hvide død er den fjerde roman i Cormoran Strike-serien, skrevet af J.K. Rowling og udgivet under pseudonym Robert Galbraith. Romanen blev udgivet den 18. september 2018.